# Pah Tum
Pah Tum ist ein strategisches Brettspiel für zwei Spieler.

## Regeln
Pah Tum wird auf einem Brett mit 7 × 7 Feldern gespielt.
Ein Spieler setzt weiße, der andere schwarze Steine auf das Brett.
Zu Beginn des Spiels wird eine ungerade Zahl (typischerweise fünf) von Feldern blockiert, was entweder durch einen Zufallsgenerator erfolgt oder indem die Spieler abwechselnd je einen Blockadestein setzen, wobei Schwarz den ersten und auch den letzten Stein setzt. Dann beginnt das eigentliche Spiel, in dem die Spieler abwechselnd je einen Stein ihrer Farbe auf ein freies, nicht blockiertes Feld setzen, Weiß beginnt.
Das Spiel endet, wenn es kein freies Feld mehr gibt.
Die Spieler bekommen dann Punkte für die waagerechten und senkrechten Reihen, die sie aus ihren eigenen Steinen gebildet haben und die nicht durch gegnerische Steine oder blockierte Felder unterbrochen sind. Diagonale Reihen zählen nicht. Die Reihen dürfen sich überkreuzen, d. h. ein Stein kann gleichzeitig Teil einer waagerechten und senkrechten Reihe sein.
Für jeden Spieler werden die Punkte, die er für seine Reihen erhält, addiert. Der Spieler mit der höheren Punktzahl gewinnt, bei Gleichstand ist das Spiel unentschieden.
Die Punktzahl für eine Reihe richtet sich nach deren Länge:
- 1 oder 2 Steine: kein Punkt
- 3 Steine: 3 Punkte
- 4 Steine: 10 Punkte
- 5 Steine: 25 Punkte
- 6 Steine: 56 Punkte
- 7 Steine: 119 Punkte

Diese Punktzahlen ergeben sich, wenn man für eine Reihe von mindestens drei Steinen so viele Punkte gibt, wie Steine in der Reihe sind, und die beiden enthaltenen um eins kürzeren Reihen ebenfalls wertet. Eine Fünferreihe bringt also fünf Punkte, und die darin enthaltenen Viererreihen noch jeweils zehn, also insgesamt 25 Punkte.
Mathematisch dargestellt: die Punktzahl {\displaystyle p(n)} für eine Reihe der Länge {\displaystyle n} errechnet sich zu:
- {\displaystyle p(1)\,\!=p(2)=0}
- {\displaystyle p(n)=n+2\cdot p(n-1);\quad n\geq 3}